# Berge (Band)
Berge ist ein Berliner Singer-Songwriter-Duo, das bis Anfang 2023 aus Marianne Neumann (Gesang) und Rocco Horn (Gitarre, Klavier) bestand und seitdem von Rocco Horn weitergeführt wird.

## Geschichte
Die beiden schrieben von 2007 bis 2022 zusammen deutschsprachige Popsongs. Alle bisherigen Veröffentlichungen wurden von Rocco Horn selbst produziert. 2009 erschien ihr Debütalbum Keine Spur. 2011 folgte die Single Meer aus Farben. Seitdem spielten Berge mehr als 200 Konzerte in Deutschland, Österreich und der Schweiz sowie auf Einladung des Goethe-Instituts auch in Belarus, Russland, Kasachstan und Litauen. Am 5. Juni 2015 erschien ihr zweites Album Vor uns die Sinnflut auf dem Label Columbia/Sony Music Germany. Am 10. Juni gaben Berge dazu ein Record-Release-Konzert im Kesselhaus Berlin. Am 5. Juli 2019 veröffentlichten Berge mit Mein Lied eine neue Single und kündigten parallel das neue Album Für die Liebe an. Es erschien am 30. August 2019 und stieg auf Platz 65 der österreichischen Charts ein, hielt sich jedoch nur eine Woche.  Am 3. März 2023 wurde auf der Website der Band bekannt gegeben, dass sie in Zukunft nicht mehr aus beiden Bandmitgliedern bestehen wird. Rocco Horn führt seitdem Berge alleine mit neuen Veröffentlichungen fort.

## Diskografie
- 2009: Keine Spur (Album, Setalight / Teleporter Music)
- 2011: Meer aus Farben (EP, Teleporter Music)
- 2011: Meer aus Farben (Single, Teleporter Music)
- 2014: Du träumst Remix feat. Simon Grohé (Foresta EP, Urban Tree Music)
- 2015: 10.000 Tränen (Single, Columbia / Sony Music)
- 2015: Vor uns die Sinnflut (Album, Columbia / Sony Music)
- 2018: Für die Liebe (Single, Teleporter Music)
- 2019: Mein Lied (Single, Ferryhouse)
- 2019: Für die Liebe (Album, Ferryhouse)
- 2020: Berge – Akustisch Vol. 1 (EP, Ferryhouse)
- 2022: Hey! (Wunder geschehen) (Single, Mein Lied Records)
- 2022: Berge – Akustisch Vol. 2 (EP, Mein Lied Records)